# The Countess (film 1917)
The Countess è un cortometraggio muto del 1917. Il nome del regista non viene riportato.
Il film - un cortometraggio di circa 18 minuti - fu interpretato da Alice Joyce e prodotto dalla Vitagraph Company of America che lo distribuì nelle sale statunitensi il 18 luglio del 1917.

## Produzione
Il film fu prodotto dalla Vitagraph Company of America.